# Plotnіtsa
Plotnitsa (vitryska: Плотніца) är ett vattendrag i Belarus. Det ligger i den centrala delen av landet, 250 km söder om huvudstaden Minsk.
I omgivningarna runt Plotnіtsa växer i huvudsak blandskog. Runt Plotnіtsa är det glesbefolkat, med 9 invånare per kvadratkilometer.